# Psychic Lover
Psychic Lover (サイキックラバー Saikikku Rabā?) es una banda rock japonesa formada por el vocalista Yoshiyuki "YOFFY" Wada (和田 よしゆき Wada Yoshiyuki?) y el guitarrista Tatsuhiro "IMAJO" Imajo (今城 龍寛 Imajō Tatsushiro?). Aunque la banda al momento de su fundación constaba de seis miembros, cuando alcanzaron la fama ya solo quedaban los dos miembros actuales. Gran parte de su trabajo ha aparecido como sintonías de apertura y cierre de series tokusatsu y de anime. YOFFY ha trabajado también con Eizo Sakamoto (vocalista de Anthem y Animetal), Masāki Endō, Sakura Nogawa, Ai Tokunaga, Ryoko Shintani, Mayumi Gojo, Sister MAYO y Yukari Fukui en otros proyectos. El grupo, además, forma parte de la macro-formación Project.R.

## Discografía

### Sencillos
Todas las canciones interpretadas por Psychic Lover a menos que se indique lo contrario
1. "TRANSFORMER -Dream Again-" - 1 de febrero de 2003
  - B-Side: "Mune Ippai no..." (胸いっぱいの…?  "A Whole Lotta...")
  - Transformers: Armada tema de apertura y canción de banda sonora
2. "Never Ending Road" - 1 de febrero de 2003
  - B-Side: "NO NAME HEROES"
  - Transformers: Armada tema de cierre y canción de banda sonora
3. "TRANSFORMER -Dream Again-/Never Ending Road" - 29 de marzo de 2003
4. "Transformers ~Kōtetsu no Yūki~" (Transformers ～鋼鉄の勇気～?  "Transformers ~Steel Courage~") por Hideaki Takatori - 23 de julio de 2003
  - B-Side: "Don't Give Up!!"
  - Transformers: Armada temas de apertura y cierre
5. "Itsumo Te no Naka ni" (いつも手の中に?  "Always in My Hand") - 30 de julio de 2003
  - Dokkoida?! tema de apertura
  - B-Side: "Nekketsu Alpha Dokkoider" (熱血αドッコイダー Nekketsu Arufa Dokkoidā?, "Hot-Blooded Alpha Dokkoider") por Mr. Haijima (Mr.ハイジマ?)
6. "Tokusō Sentai Dekaranger" (特捜戦隊デカレンジャー Tokusō Sentai Dekarenjā?) - 3 de marzo de 2004
  - B-Side: "Midnight Dekaranger" (ミッドナイト デカレンジャー Middonaito Dekarenjā?) por Isao Sasaki
  - Tokusō Sentai Dekaranger temas de apertura y cierre
7. "Asu e no Tōshi" (明日への闘志?  "Fight for Tomorrow") por Marina del ray - 17 de noviembre de 2004
  - B-Side: "TAKE MY SOUL FOREVER"
  - Ring ni Kakero temas de apertura y cierre
8. "Iza Yuke! Beetle" (いざ行け！ビートル Iza Yuke! Bītoru?, "Let's Go! Beetle") - 1 de junio de 2004
  - B-Side: "I Believe"
  - Kabuto King Beetle temas de apertura y cierre
9. "GAIKING" - 21 de diciembre de 2005
  - B-Side: "Gai! Gai! Gaiking!" (ガイ!ガイ!ガイキング! Gai Gai Gaikingu!?)
  - Gaiking: Legend of Daiku-Maryu tema de apertura y canción de banda sonora
10. "GōGō Sentai Bōkenger" (轟轟戦隊ボウケンジャー Gōgō Sentai Bōkenjā?) - por NoB - 8 de marzo de 2006
  - B-Side: "Bōkensha on the Road" (冒険者 ON THE ROAD?  "Adventurers on the Road")
  - GōGō Sentai Bōkenger temas de apertura y cierre
11. "XTC" - 24 de mayo de 2006
  - B-Side: "Kodō ~get closer~" (鼓動 ～get closer～?  "Pulse ~get closer~")
  - Witchblade tema de apertura y canción de banda sonora
12. "Oh! my god" - 19 de julio de 2006
  - B-Side: "Sono Na wa Gaiking The Great" (その名はガイキング・ザ・グレート Sono Na wa Gaikingu Za Gurēto?, "His Name is Gaiking The Great") por Akira Kushida
  - Gaiking: Legend of Daiku-Maryu tema de cierre y canción de banda sonora
13. "Number One Battle Brawlers" (ナンバーワン・バトルブローラーズ Nanbā Wan Batoru Burōrāzu?) - 23 de mayo de 2007
  - B-Side: "WONDER REVOLUTION"
  - Bakugan Battle Brawlers tema de apertura y canción de banda sonora
14. "Precious Time, Glory Days" - 21 de noviembre de 2007
  - B-Side: "SUBLIMINAL I LOVE YOU"
  - Yu-Gi-Oh! GX 4.º tema de apertura
15. "Bucchigiri Infinite Generation" (ブッちぎり∞ジェネレーション Butchigiri Infinitto Jenerēshon?, "Winning By an Infinite Generation") - 21 de noviembre de 2007
  - B-Side: "Always"
  - Bakugan Battle Brawlers tema de apertura
16. "LOST IN SPACE" - 17 de diciembre de 2008
  - B-Side: "PRAYER -somewhere on the planet-"
  - Tytania tema de cierre
17. "Samurai Sentai Shinkenger" (侍戦隊シンケンジャー Samurai Sentai Shinkenjā?, como parte de Project.R) - 18 de marzo de 2009
  - B-Side "Shirokujimuchū Shinkenger" (四六時夢中 シンケンジャー Shirokujimuchū Shinkenjā?, "Dreaming 24/7, Shinkenger") por Hideaki Takatori (Project.R)
  - Samurai Sentai Shinkenger temas de apertura y cierre
18. "Chō! Saikyō! Warriors" (超！最強！ウォーリアーズ Chō! Saikyō! Wōriāzu?, "The Super! The Strongest! Warriors") - 19 de mayo de 2010
  - B-Side: "Beginning of Love"
  - Bakugan Battle Brawlers: New Vestroia tema de apertura y canción de banda sonora
19. "Rewrite" - 27 de mayo de 2011
  - Rewrite 2.º tema de apertura
20. "Tagiru Chikara" (タギルチカラ Tagiru Chikara?, "Boiling Power") - 29 de febrero de 2012
  - Digimon Xros Wars: Time Traveling Hunter Boys canción de banda sonora
21. "Vanguard Fight" ({{{2}}}?) - 20 de febrero de 2013
  - B-Side: "Eternal Flame " (ETERNAL FLAME〜永遠の炎 Eternal Flame〜eien no honou?, "Eternal Flame ")
  - Cardfight!! Vanguard Link Joker tema de apertura
22. "Break your spell" ({{{2}}}?) - 18 de diciembre de 2013
  - B-Side: "BIG BANG"
  - Cardfight!! Vanguard Link Joker 3.er tema de apertura
23. "ギガントシューターだっちゅーの!" (ギガントシューターだっちゅーの! Gigantshooter Tsubasa?, "Gigantshooter Tsubasa") - 18 de junio de 2014
  - Gigantshooter Tsubasa tema de apertura

### Álbumes
- Psychic Lover - 21 de junio de 2006
- Psychic Lover II - 2 de septiembre de 2009
- Psychic Lover III: Works - 23 de junio de 2010
- Psychic Lover IV BEST - 12 de diciembre de 2012
- RAISE YOUR HANDS - 18 de junio de 2014

### DVD
- Psychic Lover LIVE 2007 Shibuya-Mutation - 30 de enero de 2008
- Psychic Lover LIVE 2009 Let's Try Together - 23 de junio de 2010